# 稲見亜矢
稲見 亜矢（いなみ あや、1988年7月30日 - ）は、日本のAV女優。

## 略歴・人物
- 2009年7月にAVデビュー。

## 出演作品

### アダルトビデオ
2009年
- Can College 46 （7月10日、プレステージ） ※デビュー作
- HOT TOGETHER!! 07 （7月22日、プレステージ）…共演:natsuha、真野夕菜
- もっともっとHな男湯 タオル一枚 入ってみませんか? （8月6日、SODクリエイト）…共演:祐子 ※「綾香」名義
- 友達の彼女 6 （8月11日、プレステージ）
- 夏だビーチだナンパ祭だ! in 沖縄 （8月21日、プレステージ）…オムニバス作品 共演:真野夕菜 他出演:晴海カンナ、みついあんな
- INSTANT LOVE 8 （9月4日、クリスタル映像）
- みちる （9月13日、無垢） ※「みちる」名義
- 不倫交際中 ［CASE 04］ （10月1日、プレステージ）
- ロリっ娘縞パンツインテール （10月9日、I.B.WORKS）…オムニバス作品 他出演:綾瀬桃子、椿まひる
- 無垢+女子高生限定 放課後SMホテル みちる 2 （11月3日、無垢） ※「みちる」名義
- 調教×美少女 M （11月13日、アップス）
- ハメられたお嬢様 01 （11月20日、フルセイル）
- 男子の格好をしているオンナのコは好きですか? 2 （12月5日、SODクリエイト）
- 制服美少女と性交 （12月5日、ドリームチケット）
- 酔娘伝 第九章 （12月7日、桃太郎映像出版）…オムニバス作品 他出演:井川ゆい、石原ここ、倉持あゆみ ほか
- 全国女子大生図鑑☆神奈川 （12月25日、ビッグモーカル）

2010年
- ギャル顔騎だお。 （1月21日、グローリークエスト）…オムニバス作品 他出演:RUMIKA、泉麻那、森永ひよこ、秋川ルイ
- 足コキ ミニスカニーソックス （1月22日、TMA）…オムニバス作品 他出演:灘坂舞、橘れもん、小泉梨奈、綾瀬桃子、葉山梨々花、椿まひる、月野りさ、紗奈
- 援助交際ハメ撮り投稿集 （2月12日、I.B.WORKS）…オムニバス作品 他出演:南れいな、宮川みくる、伊東すみれ、綾瀬桃子、南あおい、小松ひな、本宮栞 ほか
- 女子大学院生 中出し研究モルモット （2月18日、グローリークエスト）
- 「頼むからイカせて下さい!」 絶頂まであと1歩、寸止めされた女は本気汁タレ流し!! （2月18日、SODクリエイト）…オムニバス作品 他出演:菜菜美ねい、大石もえ
- 素人ギャルズ ［LEVEL A］ Ver.W （2月26日、ジャパンホームビデオ）…オムニバス作品 他出演:秋元美由、あづみ、桐生さくら、愛璃みい、橘ゆめみ、晴海カンナ、星島ちさ、高城ゆい、持田百恵
- 癒らし。 VOL.69 （3月5日、アウダーズジャパン）
- kawaii*素人 #01 （3月25日、kawaii*）
- 音大生 あや エッチなピアノ家庭教師 （6月7日、ビーフリー）
- 中出し痴漢バス女子校生 （6月11日、I.B.WORKS）
- 白衣の天使と性交 （6月15日、ドリームチケット）
- 日常和装 キモノ美少女とセックス （7月15日、ワープエンタテインメント）
- グローブ手コキ （8月1日、Fetishist）…オムニバス作品 他出演:月野りさ、和葉みれい、松すみれ、大沢美加、モカ、葉山潤子、つぼみ、RUMIKA、妃悠愛、井川ゆい、泉麻那

### アダルトサイト
- S-Cute 7th No.10 AYA（21歳） （S-Cute）
- S-Cute Short No.324 AYA（21歳） （S-Cute）
- S-Cute 7th No.26 AYA（21歳） （S-Cute）
- S-Cute 7th No.39 AYA（21歳） （S-Cute）
- S-Cute Short No.345 AYA（21歳） （S-Cute）
- S-Cute 7th No.57 AYA（22歳） （S-Cute）

### オリジナルビデオ
- ヤンキー女子高生 3 〜埼玉最強伝説〜 （2010年1月25日、GPミュージアム）…共演:横山美雪、和田めぐみ、夏咲まりみ

## テレビ出演
- おとなのびっくりクリニック （日本海テレビ、2009年10月） - マンスリーゲスト
- 嬢王3〜Special Edition〜（テレビ東京、2010年10月8日）